# Koroptev karmínovohlavá
Koroptev karmínovohlavá (Haematortyx sanguiniceps) je druh bažantovitého ptáka, který je endemický jihoasijskému ostrovu Borneo. Jedná se o jediného zástupce rodu Haematortyx.

## Systematika
Druh poprvé popsal Richard Bowdler Sharpe v roce 1879 na základě exempláře odchyceného u řeky Lawa. Sharpe druh pojmenoval Haematortyx sanguiniceps a nově popsanému druhu rovnou vytvořil nový rod Haematortyx. Koroptev karmínovohlavá je stále jediným zástupcem rodu Haematortyx. Netvoří žádné poddruhy. Jméno rodu pochází ze starořeckého haima („krev“) a ortux („křepelka“). Druhové jméno sanguiniceps pochází z latinského sanguis či sanguinis („krev“) a přípony -ceps („-hlavá“). Podle fylogenetické studie z roku 2021 je nejbližším příbuzným druhu klad tvořený rody Galloperdix a Galloperdix, přičemž Haematortyx představuje nejbazálnější klad této skupiny.

Vybraná dobová vyobrazení
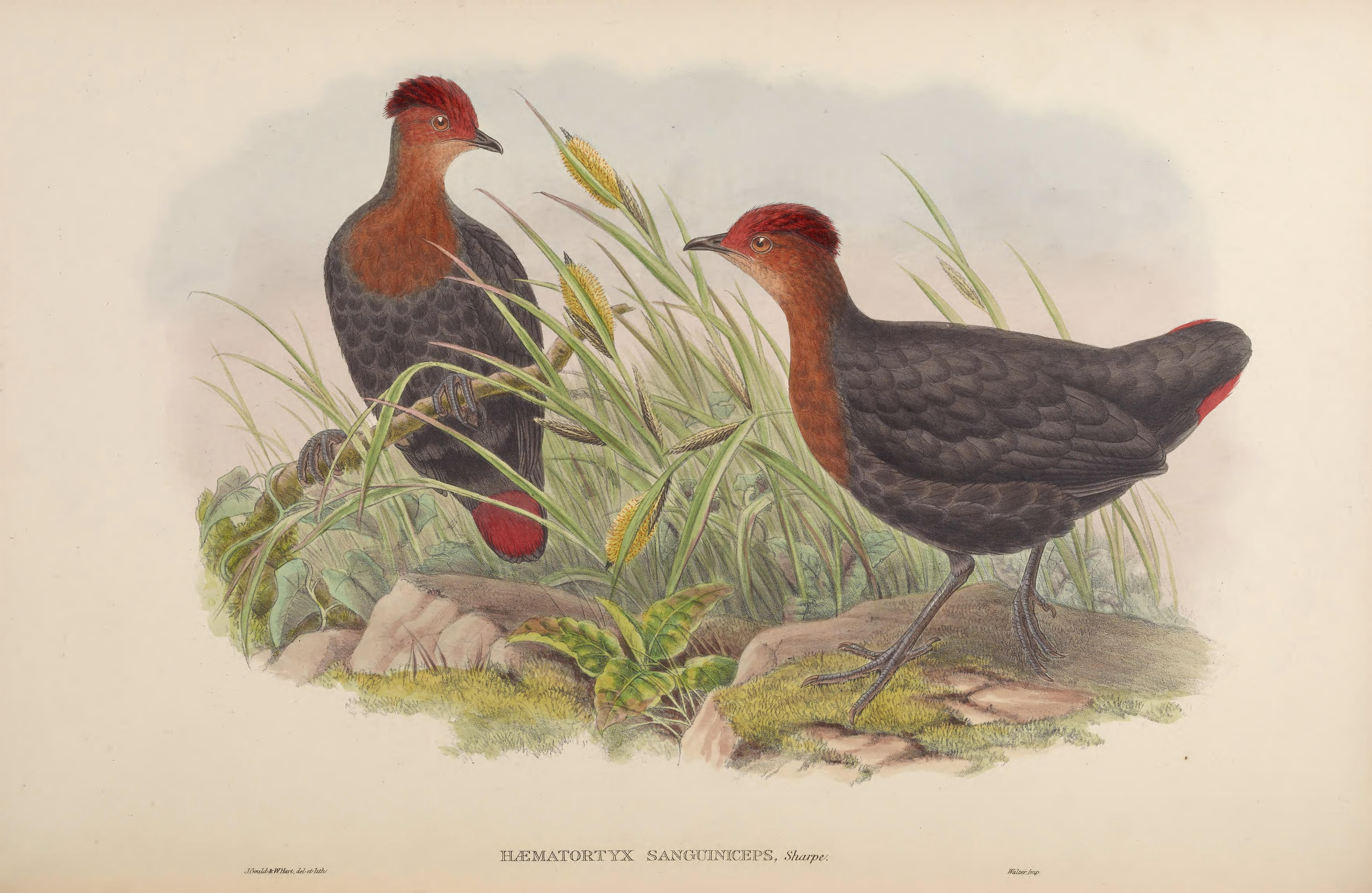
John Gould (mezi 1850–1883)
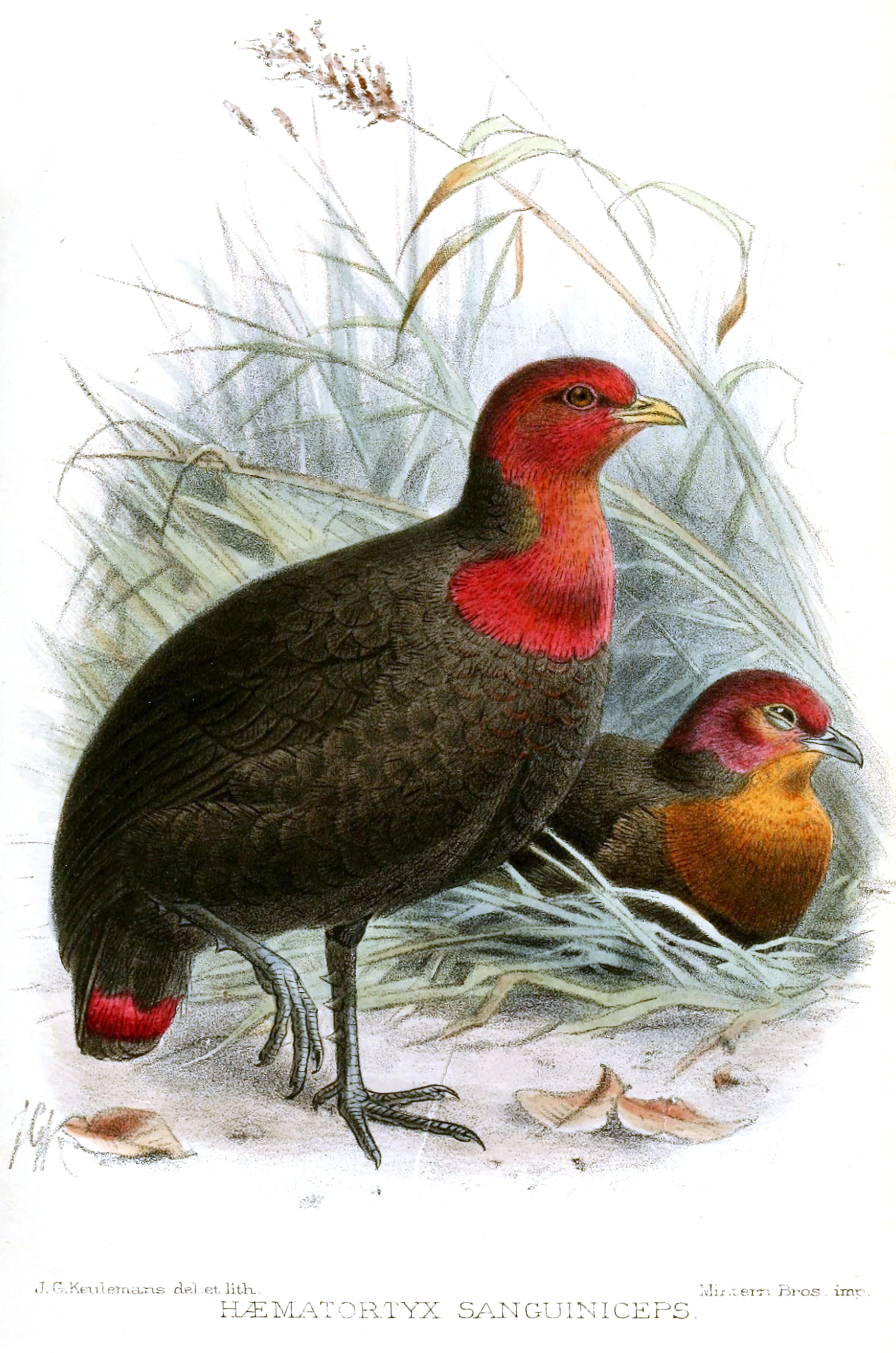
John Gerrard Keulemans (1894)

## Popis

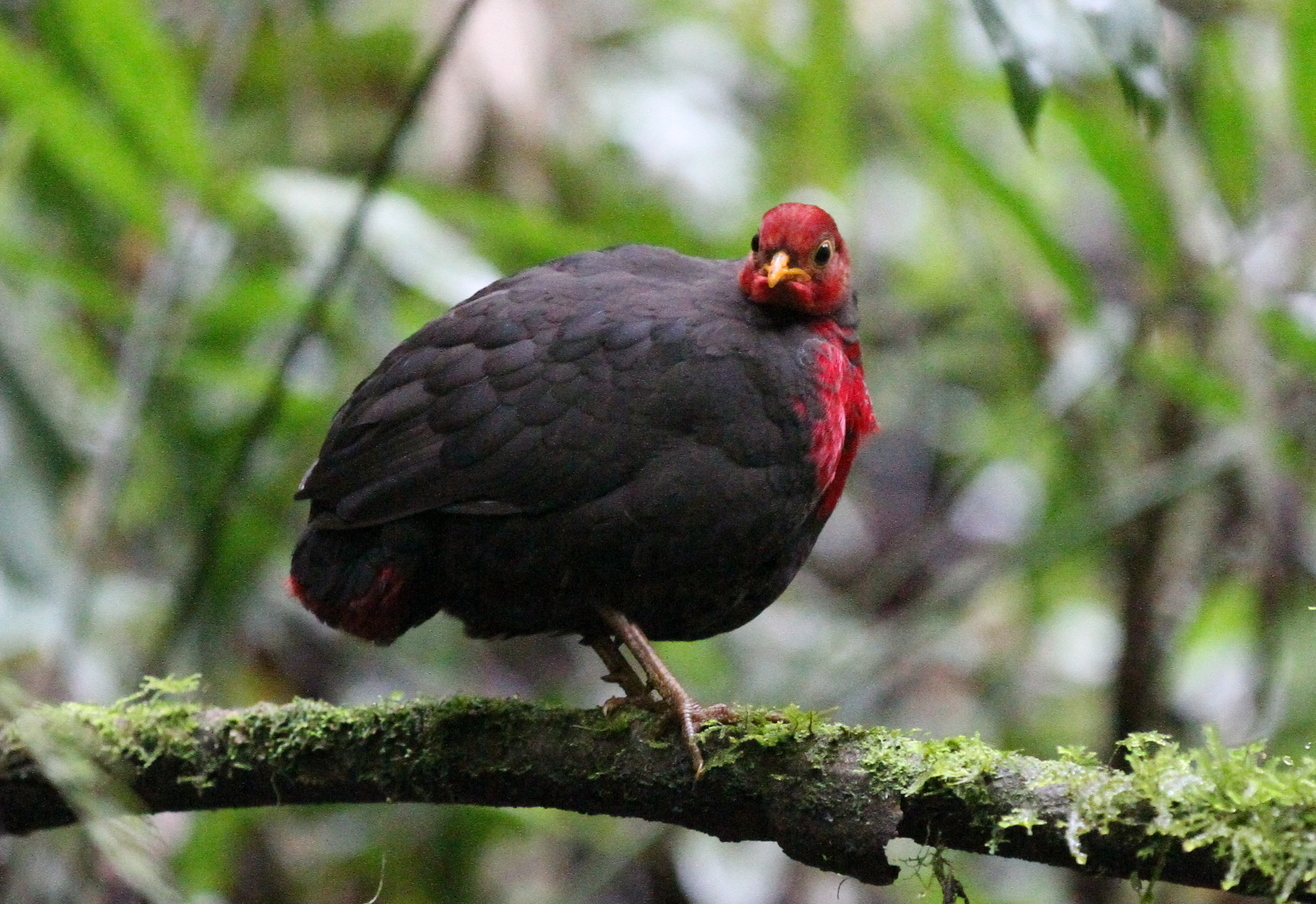
Koroptev karmínovohlavá

Jedná se o nápadný druh koroptve s délkou těla kolem 25 cm a s váhou kolem 330 g. Duhovky jsou hnědé, oční kroužky žluté, nohy šedé. Opeření samců je na hlavě, hrudi a krku karmínově zbarvené. Zbytek opeření je černavé, pouze konce nejdelších podocasních krovek jsou karmínové. Samci mají žlutý či žlutobílý zobák. Ze zadní strany běháku samcům vyčnívají 1–3 ostruhy. Opeření samic je podobné samcům, avšak jejich karmínové partie jsou o něco světlejší (až spíše do oranžova) a zbytek opeření je spíše hnědavý. Zobák samic je rohovinově hnědý. Samice nemají ostruhy. Nedospělí jedinci jsou bledě černě zbarvení, jejich hlava je oranžovohnědá, korunka je černě skvrnitá. Jejich hrudi jsou černohnědé s rezavými fleky na části peří. Jejich křídelní krovky mají červená zakončení.
V terénu může dojít k záměně koroptve karmínovohlavé za jiného ptáka jen těžko. Podobná je snad jen koroptev černá (Melanoperdix niger), jejíž areál výskytu se může částečně překrývat s koroptví karmínovohlavou. Koroptvi černou lze odlišit od koroptve karmínovohlavé podle černého, mnohem mnohem silnějšího zobáku.

## Rozšíření a populace
Koroptev karmínovohlavá je endemická ostrovu Borneo, kde se vyskytuje ve středních a severních částech ostrova v deštných pralesích zvaných kerangas, v nížinatých i horských pralesích. Typicky pobývá v nadmořských výškách mezi 1000–1500 m n. m., výjimečněji sestupuje níže až k 200 m n. m. nebo naopak výše až k 3,050 m n. m.
Celková populace druhu se odhaduje v širokém rozmezí 1000–10 000 jedinců.

## Biologie
Většinou se pohybuje v malých skupinkách o 2–5 ptácích. Délka jedné generace je 5 let. Živí se bobulemi, hmyzem a malými korýši. Hlasově se projevuje hlasitým dvounotým kong-krrang… kong-krrang, které občas zpívá v duetu.
Jednoduché hnízdo z listí bývá umístěno na travnatém či lišejníkovém podkladu. Ke kladení vajec dochází od poloviny ledna dále. Snůšku tvoří 8–9 světle hnědě zbarvených vajec s tmavšími tečkami. Doba inkubace v zajetí se pohybuje kolem 18–19 dní.

## Ohrožení
Mezinárodní svaz ochrany přírody hodnotí druh jako málo dotčený. Populace koroptví karmínovohlavých je nicméně na ústupu následkem destrukce habitatu.